# Podocarpus rubens
Podocarpus rubens — вид хвойних рослин родини подокарпових.

## Поширення, екологія
Країни поширення: Індонезія (Молуккські острови, Папуа, Сулавесі, Суматра); Малайзія (Сабах); Папуа Нова Гвінея (архіпелаг Бісмарка); Східний Тимор. Входить до складу від нижньо до високо гірських первинних дощових лісів. Його нижня висота становить близько 800 м (але іноді нижче до 150 м) і досягає оптимальних умов росту між цією висоті і 1500 м. На великих висотах він знову з'являється на відкритих гірських хребтах між 2000 м і 3200 м над рівнем моря як маленьке, часто хирляве дерево в мохових лісах. Набагато рідше в низинних болотистих лісах, де він може рости як випадкове дерево з родом Dacrydium.

## Використання
Де він росте як велике дерево, цей вид експлуатується для деревини, яка блідо-жовтувато-коричнева, легка й використовується для будівництва, віконних рам, в суднобудуванні, фанери, меблів та столярних виробів, конструкцій, предметів домашнього вжитку, сірників, і зубочисток. Не відомий у вирощуванні.

## Загрози та охорона
Вирубка може бути загрозою для цього виду в певних областях. Лише кілька відомих місць знаходяться в захищених областях, більшість з них офіційно не захищені.